# Dieter Müller
Dieter Müller, nato Dieter Kaster (Offenbach am Main, 1º aprile 1954), è un dirigente sportivo ed ex calciatore tedesco, di ruolo attaccante, presidente del Kickers Offenbach.

## Carriera
Figlio di Heinz Kaster, difensore del St. Pauli e dei Kickers Offenbach dei primi anni cinquanta, Dieter Müller deve il suo cognome al suo padre adottivo.

### Club
Durante l'esperienza al Colonia fece segnare il record di gol realizzati da un solo giocatore in una sola partita di Bundesliga, 6: il 17 agosto 1977 contribuì con sei gol, messi a segno al 12', al 23', al 32', al 52', al 73' e all'85' alla vittoria del Colonia sul Werder Brema per 7-2 davanti a 19.000 spettatori al Müngersdorfer di Colonia. In quella stagione venne incoronato capocannoniere di Bundesliga (24 gol in 33 gare), proprio come la stagione precedente (34 gol in 34 presenze).

### Nazionale
Apparve in 12 match e segnò 9 gol per la Germania Ovest. Giocò a Euro 1976, dove fu anche capocannoniere e sali' agli onori delle cronache per aver siglato una tripletta in semifinale contro i padroni di casa, e venne convocato anche ai Mondiali 1978.

## Dopo il ritiro
Il 5 ottobre 2012 entrò in coma per cinque giorni a causa di un infarto.

## Statistiche

### Cronologia presenze e reti in nazionale
| Cronologia completa delle presenze e delle reti in nazionale ― Germania Ovest | Cronologia completa delle presenze e delle reti in nazionale ― Germania Ovest | Cronologia completa delle presenze e delle reti in nazionale ― Germania Ovest | Cronologia completa delle presenze e delle reti in nazionale ― Germania Ovest | Cronologia completa delle presenze e delle reti in nazionale ― Germania Ovest | Cronologia completa delle presenze e delle reti in nazionale ― Germania Ovest | Cronologia completa delle presenze e delle reti in nazionale ― Germania Ovest | Cronologia completa delle presenze e delle reti in nazionale ― Germania Ovest |
| Data                                                                          | Città                                                                         | In casa                                                                       | Risultato                                                                     | Ospiti                                                                        | Competizione                                                                  | Reti                                                                          | Note                                                                          |
| ----------------------------------------------------------------------------- | ----------------------------------------------------------------------------- | ----------------------------------------------------------------------------- | ----------------------------------------------------------------------------- | ----------------------------------------------------------------------------- | ----------------------------------------------------------------------------- | ----------------------------------------------------------------------------- | ----------------------------------------------------------------------------- |
| 17-6-1976                                                                     | Belgrado                                                                      | Jugoslavia                                                                    | 2 – 4 dts                                                                     | Germania Ovest                                                                | Euro 1976 - Semifinale                                                        | 3                                                                             | 79’                                                                           |
| 20-6-1976                                                                     | Belgrado                                                                      | Cecoslovacchia                                                                | 2 – 2 dts (5 – 3 dtr)                                                         | Germania Ovest                                                                | Euro 1976 - Finale                                                            | 1                                                                             |                                                                               |
| 6-10-1976                                                                     | Cardiff                                                                       | Galles                                                                        | 0 – 2                                                                         | Germania Ovest                                                                | Amichevole                                                                    | -                                                                             | 74’                                                                           |
| 23-2-1977                                                                     | Parigi                                                                        | Francia                                                                       | 1 – 0                                                                         | Germania Ovest                                                                | Amichevole                                                                    | -                                                                             | 69’                                                                           |
| 27-4-1977                                                                     | Amburgo                                                                       | Germania Ovest                                                                | 5 – 0                                                                         | Irlanda del Nord                                                              | Amichevole                                                                    | 1                                                                             |                                                                               |
| 30-4-1977                                                                     | Belgrado                                                                      | Jugoslavia                                                                    | 1 – 2                                                                         | Germania Ovest                                                                | Amichevole                                                                    | 1                                                                             |                                                                               |
| 8-6-1977                                                                      | Montevideo                                                                    | Uruguay                                                                       | 0 – 2                                                                         | Germania Ovest                                                                | Amichevole                                                                    | 1                                                                             |                                                                               |
| 14-6-1977                                                                     | Città del Messico                                                             | Messico                                                                       | 2 – 2                                                                         | Germania Ovest                                                                | Amichevole                                                                    | -                                                                             | 46’                                                                           |
| 6-6-1978                                                                      | Córdoba                                                                       | Germania Ovest                                                                | 6 – 0                                                                         | Messico                                                                       | Mondiali 1978 - 1º turno                                                      | 1                                                                             |                                                                               |
| 10-6-1978                                                                     | Córdoba                                                                       | Germania Ovest                                                                | 0 – 0                                                                         | Tunisia                                                                       | Mondiali 1978 - 1º turno                                                      | -                                                                             |                                                                               |
| 18-6-1978                                                                     | Córdoba                                                                       | Germania Ovest                                                                | 2 – 2                                                                         | Paesi Bassi                                                                   | Mondiali 1978 - 2º turno                                                      | 1                                                                             |                                                                               |
| 21-6-1978                                                                     | Córdoba                                                                       | Austria                                                                       | 3 – 2                                                                         | Germania Ovest                                                                | Mondiali 1978 - 2º turno                                                      | -                                                                             | 60’                                                                           |
| Totale                                                                        |                                                                               | Presenze                                                                      | 12                                                                            |                                                                               | Reti                                                                          | 9                                                                             |                                                                               |

## Palmarès

### Club
- Coppa di Germania: 2

Colonia: 1976-1977, 1977-1978
- Campionato tedesco: 1

Colonia: 1977-1978
- Campionato francese: 2

Bordeaux: 1983-1984, 1984-1985

### Individuale
- Capocannoniere del campionato tedesco: 2

1976-1977 (34 gol), 1977-1978 (24 gol)